# ألفية السيرة النبوية
ألفية السيرة النبوية والمسماة نظم الدرر السنية في السير الزكية، منظومة شعرية في السيرة النبوية ألفها المحدّث الحافظ عبد الرحيم العراقي في أواخر حياته في المدينة المنورة. يقول في مطلعها:

## انظر ايضًا
- السيرة النبوية
- مزايا السيرة النبوية